# Liste des ministres sénégalais des Forces armées
Les ministres des Forces Armées de la République du Sénégal :
| Ministre                                    | Ministre                            | Ministre                            | Parti                               | Durée                               | Intitulé                                                               | Début                                    | Fin                                 | Gouvernement                           |
| Présidence de Léopold Sédar Senghor         | Présidence de Léopold Sédar Senghor | Présidence de Léopold Sédar Senghor | Présidence de Léopold Sédar Senghor | Présidence de Léopold Sédar Senghor | Présidence de Léopold Sédar Senghor                                    | Présidence de Léopold Sédar Senghor      | Présidence de Léopold Sédar Senghor | Présidence de Léopold Sédar Senghor    |
| ------------------------------------------- | ----------------------------------- | ----------------------------------- | ----------------------------------- | ----------------------------------- | ---------------------------------------------------------------------- | ---------------------------------------- | ----------------------------------- | -------------------------------------- |
|                                             |                                     | Valdiodio Ndiaye                    | UPS                                 | 8 mois et 6 jours                   | Ministre de l’Intérieur, chargé provisoirement de la Défense           | 7 septembre 1960                         | 13 mai 1961                         | Dia I                                  |
|                                             |                                     | Mamadou Dia                         | UPS                                 | 1 an, 7 mois et 6 jours             | Président du Conseil, ministre de la Défense nationale                 | 13 mai 1961                              | 19 décembre 1962                    | Dia II                                 |
|                                             |                                     | Amadou Cissé Dia                    | UPS                                 | 3 ans, 2 mois et 22 jours           | Ministre des Forces armées                                             | 19 décembre 1962                         | 9 décembre 1963                     | Senghor I                              |
| 9 décembre 1963                             | février 1964                        | Amadou Cissé Dia                    | UPS                                 | 3 ans, 2 mois et 22 jours           | Ministre des Forces armées                                             | Senghor II                               |                                     |                                        |
| février 1964                                | 13 mars 1966                        | Amadou Cissé Dia                    | UPS                                 | 3 ans, 2 mois et 22 jours           | Ministre des Forces armées                                             | Senghor III                              |                                     |                                        |
|                                             |                                     | Amadou Karim Gaye                   | UPS                                 | 2 ans, 2 mois et 19 jours           | Ministre des Forces armées                                             | 18 mars 1966                             | 15 juin 1966                        | Senghor IV                             |
| 15 juin 1966                                | 9 mars 1968                         | Amadou Karim Gaye                   | UPS                                 | 2 ans, 2 mois et 19 jours           | Ministre des Forces armées                                             | Senghor V                                |                                     |                                        |
| 9 mars 1968                                 | 6 juin 1968                         | Amadou Karim Gaye                   | UPS                                 | 2 ans, 2 mois et 19 jours           | Ministre des Forces armées                                             | Senghor VI                               |                                     |                                        |
|                                             |                                     | Léopold Sédar Senghor               | UPS                                 | 2 ans, 2 mois et 20 jours           | Président exerçant les fonctions de ministre des Forces armées         | 25 juin 1968                             | 14 septembre 1970                   | Senghor VII                            |
|                                             |                                     | Abdou Diouf                         | UPS                                 | 2 ans, 9 mois et 5 jours            | Premier ministre exerçant les fonctions ministre des Forces armées     | 14 septembre 1969                        | 19 juin 1972                        | Diouf I, Diouf II, Diouf III, Diouf IV |
|                                             |                                     | Magatte Lô                          | UPS                                 | 1 an, 7 mois et 28 jours            | Ministre d'État chargé des forces armées                               | 19 juin 1972                             | 16 février 1974                     | Diouf V                                |
|                                             |                                     | Amadou Clédor Sall                  | UPS / PS                            | 6 ans, 10 mois et 20 jours          | Ministre des Forces armées                                             | 16 février 1974                          | 21 novembre 1975                    | Diouf VI                               |
| 21 novembre 1975                            | 5 janvier 1981                      | Amadou Clédor Sall                  | UPS / PS                            | 6 ans, 10 mois et 20 jours          | Ministre des Forces armées                                             | Diouf VII, Diouf VIII, Diouf IX, Diouf X |                                     |                                        |
| Présidence d'Abdou Diouf                    |                                     |                                     |                                     |                                     |                                                                        |                                          |                                     |                                        |
|                                             |                                     | Daouda Sow                          | PS                                  | 2 ans, 2 mois et 29 jours           | Ministre des Forces armées                                             | 5 janvier 1981                           | 3 avril 1983                        | Thiam I                                |
|                                             |                                     | Médoune Fall                        |                                     | 10 ans, 1 mois et 30 jours          | Ministre des Forces armées                                             | 3 avril 1983                             | 1er mai 1983                        | Niasse I                               |
| 1er mai 1983                                | 2 juin 1993                         | Médoune Fall                        | Diouf XI                            | 10 ans, 1 mois et 30 jours          | Ministre des Forces armées                                             |                                          |                                     |                                        |
|                                             |                                     | Madieng Khary Dieng                 | PS                                  | 1 an, 9 mois et 13 jours            | Ministre des Forces armées                                             | 2 juin 1993                              | 15 mars 1995                        | Thiam II                               |
|                                             |                                     | Cheikh Hamidou Kane Mathiara        | PS                                  | 5 ans et 19 jours                   | Ministre des Forces armées                                             | 15 mars 1995                             | 4 juillet 1998                      | Thiam III                              |
| 4 juillet 1998                              | 3 avril 2000                        | Cheikh Hamidou Kane Mathiara        | PS                                  | 5 ans et 19 jours                   | Ministre des Forces armées                                             | Loum                                     |                                     |                                        |
| Présidence d'Abdoulaye Wade                 |                                     |                                     |                                     |                                     |                                                                        |                                          |                                     |                                        |
|                                             |                                     | Youba Sambou                        | PDS                                 | 2 ans, 5 mois et 29 jours           | Ministre des Forces armées                                             | 3 avril 2000                             | 4 mars 2001                         | Niasse II                              |
| 4 mars 2001                                 | 2 octobre 2002                      | Youba Sambou                        | PDS                                 | 2 ans, 5 mois et 29 jours           | Ministre des Forces armées                                             | Boye                                     |                                     |                                        |
|                                             |                                     | Mame Madior Boye                    | PDS                                 | 1 mois et 2 jours                   | Premier ministre, exerçant les fonctions de ministre des Forces armées | Boye                                     | 2 octobre 2002                      | 4 novembre 2002                        |
|                                             |                                     | Bécaye Diop                         | PDS                                 | 6 ans, 11 mois et 8 jours           | Ministre des Forces armées                                             | 6 novembre 2002                          | 21 avril 2004                       | Seck                                   |
| 21 avril 2004                               | 23 novembre 2006                    | Bécaye Diop                         | PDS                                 | 6 ans, 11 mois et 8 jours           | Ministre des Forces armées                                             | Sall I                                   |                                     |                                        |
| 23 novembre 2006                            | 19 juin 2007                        | Bécaye Diop                         | PDS                                 | 6 ans, 11 mois et 8 jours           | Ministre des Forces armées                                             | Sall II                                  |                                     |                                        |
| Ministre d'État, ministre des Forces armées | 19 juin 2007                        | Bécaye Diop                         | PDS                                 | 6 ans, 11 mois et 8 jours           | 1er mai 2009                                                           | Soumaré                                  |                                     |                                        |
| Ministre d'État, ministre des Forces armées | 1er mai 2009                        | Bécaye Diop                         | PDS                                 | 6 ans, 11 mois et 8 jours           | 14 octobre 2009                                                        | Ndiaye                                   |                                     |                                        |
|                                             |                                     | Abdoulaye Baldé                     | PDS                                 | 10 mois et 26 jours                 | Ministre d'État, ministre des Forces armées                            | Ndiaye                                   | 15 octobre 2009                     | 10 septembre 2010                      |
|                                             |                                     | Bécaye Diop                         | PDS                                 | 1 an, 2 mois et 22 jours            | Ministre d'État, ministre des Forces armées                            | Ndiaye                                   | 11 septembre 2010                   | 3 décembre 2011                        |
|                                             |                                     | Moustapha Sourang                   | PDS                                 | 3 mois et 30 jours                  | Ministre d'État, ministre des Forces armées                            | Ndiaye                                   | 4 décembre 2011                     | 3 avril 2012                           |
| Présidence de Macky Sall                    |                                     |                                     |                                     |                                     |                                                                        |                                          |                                     |                                        |
|                                             |                                     | Augustin Tine                       | APR                                 | 7 ans et 1 jour                     | Ministre des Forces armées                                             | 4 avril 2012                             | 1er septembre 2013                  | Mbaye                                  |
| 2 septembre 2013                            | 6 juillet 2014                      | Augustin Tine                       | APR                                 | 7 ans et 1 jour                     | Ministre des Forces armées                                             | Touré                                    |                                     |                                        |
| 6 juillet 2014                              | 7 septembre 2017                    | Augustin Tine                       | APR                                 | 7 ans et 1 jour                     | Ministre des Forces armées                                             | Dionne I                                 |                                     |                                        |
| 7 septembre 2017                            | 5 avril 2019                        | Augustin Tine                       | APR                                 | 7 ans et 1 jour                     | Ministre des Forces armées                                             | Dionne II                                |                                     |                                        |
|                                             |                                     | Sidiki Kaba                         | APR                                 | 4 ans, 6 mois et 1 jour             | Ministre des Forces armées                                             | 5 avril 2019                             | 14 mai 2019                         | Dionne III                             |
| 14 mai 2019                                 | 1er novembre 2020                   | Sidiki Kaba                         | APR                                 | 4 ans, 6 mois et 1 jour             | Ministre des Forces armées                                             | Sall III                                 |                                     |                                        |
| 1er novembre 2020                           | 17 septembre 2022                   | Sidiki Kaba                         | APR                                 | 4 ans, 6 mois et 1 jour             | Ministre des Forces armées                                             | Sall IV                                  |                                     |                                        |
| 17 septembre 2022                           | 6 octobre 2023                      | Sidiki Kaba                         | APR                                 | 4 ans, 6 mois et 1 jour             | Ministre des Forces armées                                             | Ba I                                     |                                     |                                        |
|                                             |                                     | Omar Youm                           | APR                                 | 5 mois et 24 jours                  | Ministre des Forces armées                                             |                                          |                                     |                                        |
| 12 octobre 2023                             | 6 mars 2024                         | Omar Youm                           | APR                                 | 5 mois et 24 jours                  | Ministre des Forces armées                                             | Ba II                                    |                                     |                                        |
| 6 mars 2024                                 | 5 avril 2024                        | Omar Youm                           | APR                                 | 5 mois et 24 jours                  | Ministre des Forces armées                                             | Kaba                                     |                                     |                                        |
| Présidence de Bassirou Diomaye Faye         |                                     |                                     |                                     |                                     |                                                                        |                                          |                                     |                                        |
|                                             |                                     | Birame Diop                         | Ind.                                | 1 an, 2 mois et 6 jours             | Ministre des Forces armées                                             | 5 avril 2024                             | en cours                            | Sonko                                  |